# Liste des races d'abeilles d'élevage
La liste des races d'abeilles d'élevage recense les différentes races d'abeilles à miel élevées par l'être humain. L'apiculture moderne s'est surtout focalisée sur Apis mellifera Linnaeus, naturellement présente en Eurasie et en Afrique, puis exportée vers les Amériques et l'Océanie, mais d'autres espèces telles que l'abeille asiatique (Apis cerana Fabricius) et les mélipones (tribu des Meliponini, n'appartenant pas au genre Apis) sont également élevées.

## Taxonomie
Les phénomènes de vol nuptial, d'essaimage et le voisinage de populations sauvages rendent difficile la sélection par l'Homme et le maintien d'une race. Les noms trinomiaux, tel qu'Apis mellifera mellifera pour l'abeille noire, font intervenir la notion de sous-espèce. Ces sous-espèces sont elles-mêmes divisées en écotypes. Ainsi, lorsque l'on parle de race d'abeille, on désigne souvent une sous-espèce ou un écotype. Des races artificielles existent tout de même, telle que la Buckfast obtenue grâce aux travaux de sélection et de croisements de frère Adam. De tels entreprises sont toujours d'actualité, aujourd'hui aidées par l'insémination artificielle des reines.
Comme pour d'autres animaux d'élevage, les noms des races d'abeilles font souvent référence à l'emplacement géographique d'où elles sont issues. C'est donc dans cette logique qu'ont été organisées les différentes races d'abeilles de cette liste, au détriment parfois de leur parenté phylogénétique.

## GenreApis

### Amérique
- Apis mellifera mellifera (Linnaeus, 1758) ou abeille noire (également appelée A.m. mellifica)

### Asie
- Apis cerana (Fabricius, 1793) ou abeille asiatique
  - Apis cerana cerana (Fabricius)[1]
  - Apis cerana indica (Fabricius) ou abeille indienne[1]

### Afrique

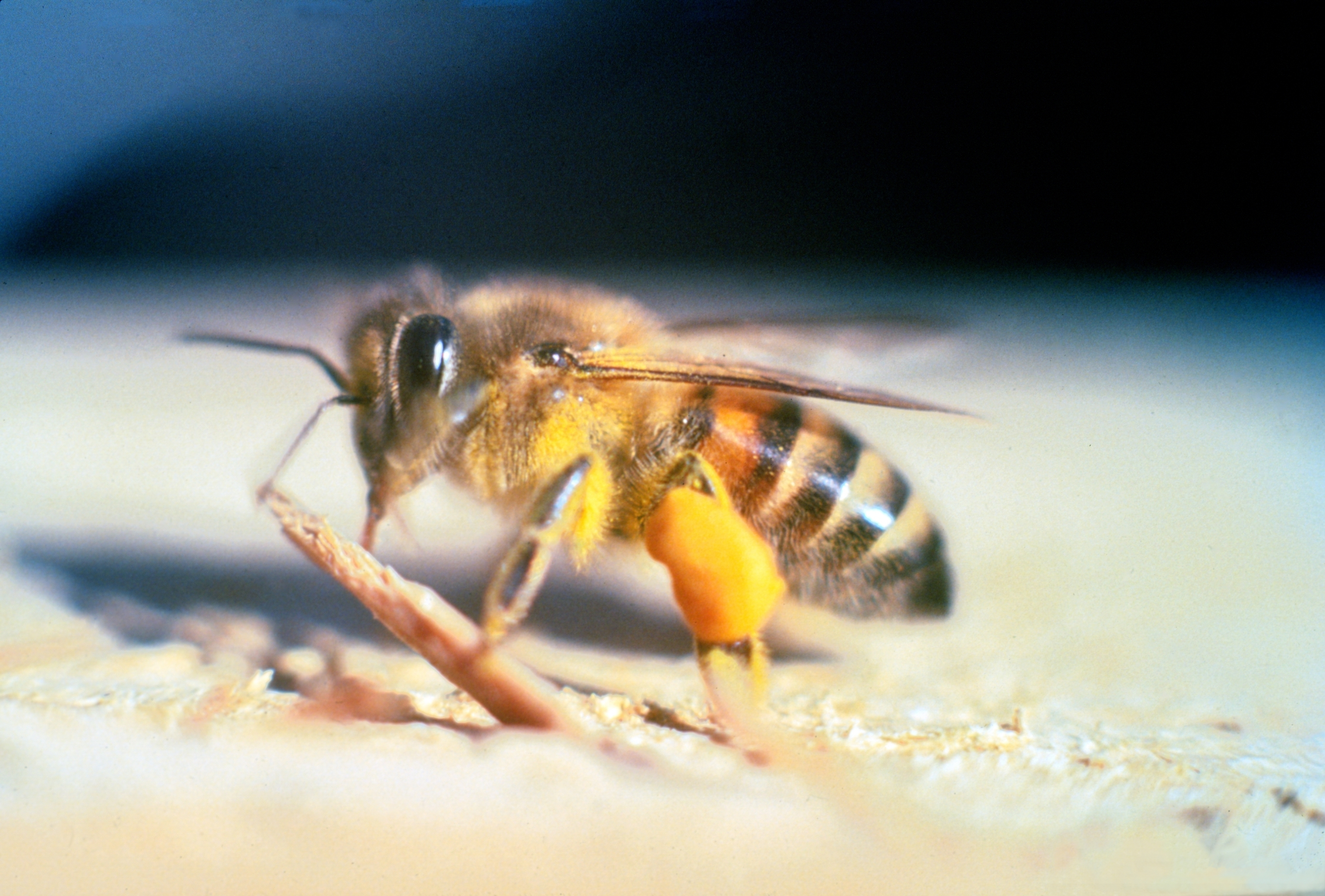
Apis mellifera scutellata

#### Maghreb
- Apis mellifera intermissa (Buttel-Reepen, 1906) ou abeille tellienne
- Apis mellifera sahariensis (Baldensperger, 1922) ou abeille du Sahara

#### Afrique subsaharienne
- Apis mellifera lamarckii (Cockerell, 1906) ou abeille d'Égypte (anciennement appelée A.m.fasciata)
- Apis mellifera adansonii (Latreille) ou abeille africaine
- Apis mellifera jemenitica (Ruttner, 1975) ou abeille du Yémen (anciennement appelée A.m.nubica)
- Apis mellifera littorea (Smith, 1961)
- Apis mellifera scutellata (Lepeletier, 1836) ou abeille africaine
- Apis mellifera monticola (Smith, 1961)
- Apis mellifera capensis (Escholtz, 1821) ou abeille du Cap
- Apis mellifera unicolor (Latreille, 1804)

### Eurasie

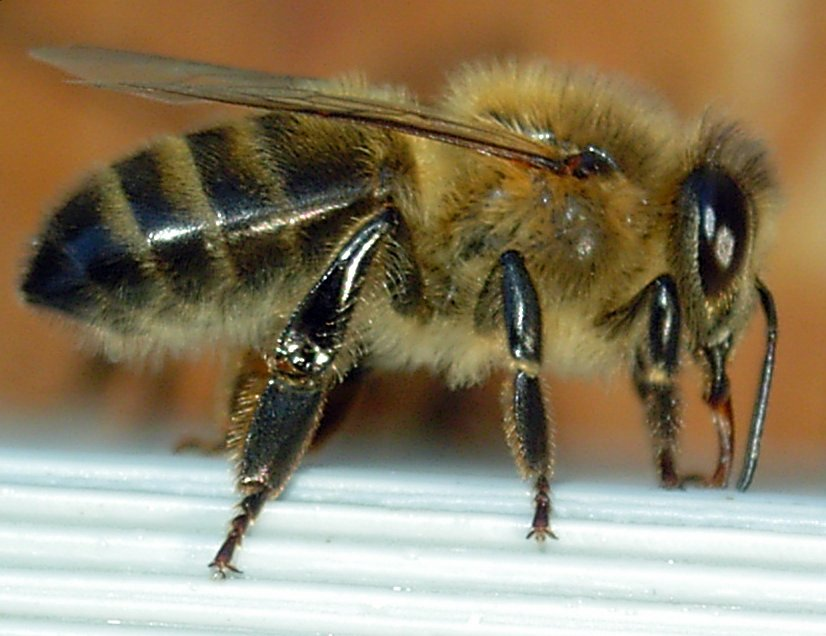
Apis mellifera mellifera

#### Europe du Nord et du Nord-Ouest
- Apis mellifera mellifera (Linnaeus, 1758) ou abeille noire (également appelée A.m. mellifica)
  - Abeille noire bretonne, écotype local
  - Abeille noire corse, écotype local
  - Abeille noire provençale, écotype local (conservatoire de Porquerolles)
  - abeille noire cévenole, écotype local, élevée en rucher tronc
  - abeille noire chimacienne, écotype local (conservatoire de Chimay Belgique - Mellifica)
- Apis mellifera iberica (Goetze, 1964) ou abeille espagnole

#### Europe du Sud et du Sud-Est

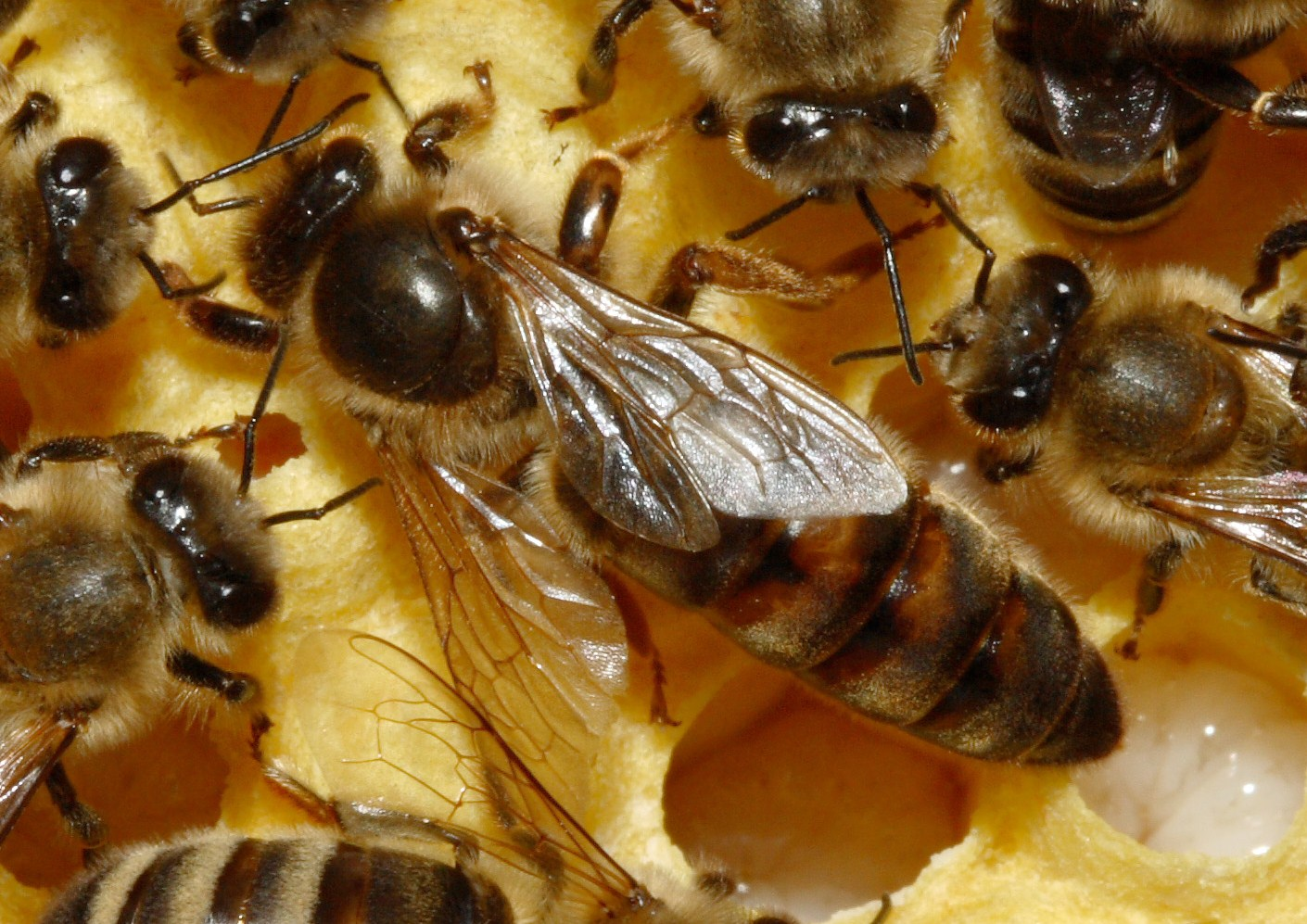
Apis mellifera carnica

- Apis mellifera carnica (Pollman, 1879) ou abeille carnolienne
- Apis mellifera ligustica (Spinola, 1806) ou abeille italienne
- Apis mellifera sicula (Montagano, 1911) ou abeille sicilienne
- Apis mellifera cecropia (Kiesenwetter, 1860)
- Apis mellifera macedonica (Ruttner, 1987) ou abeille de Macédoine

#### Russie
- Abeille russe

### Moyen-Orient

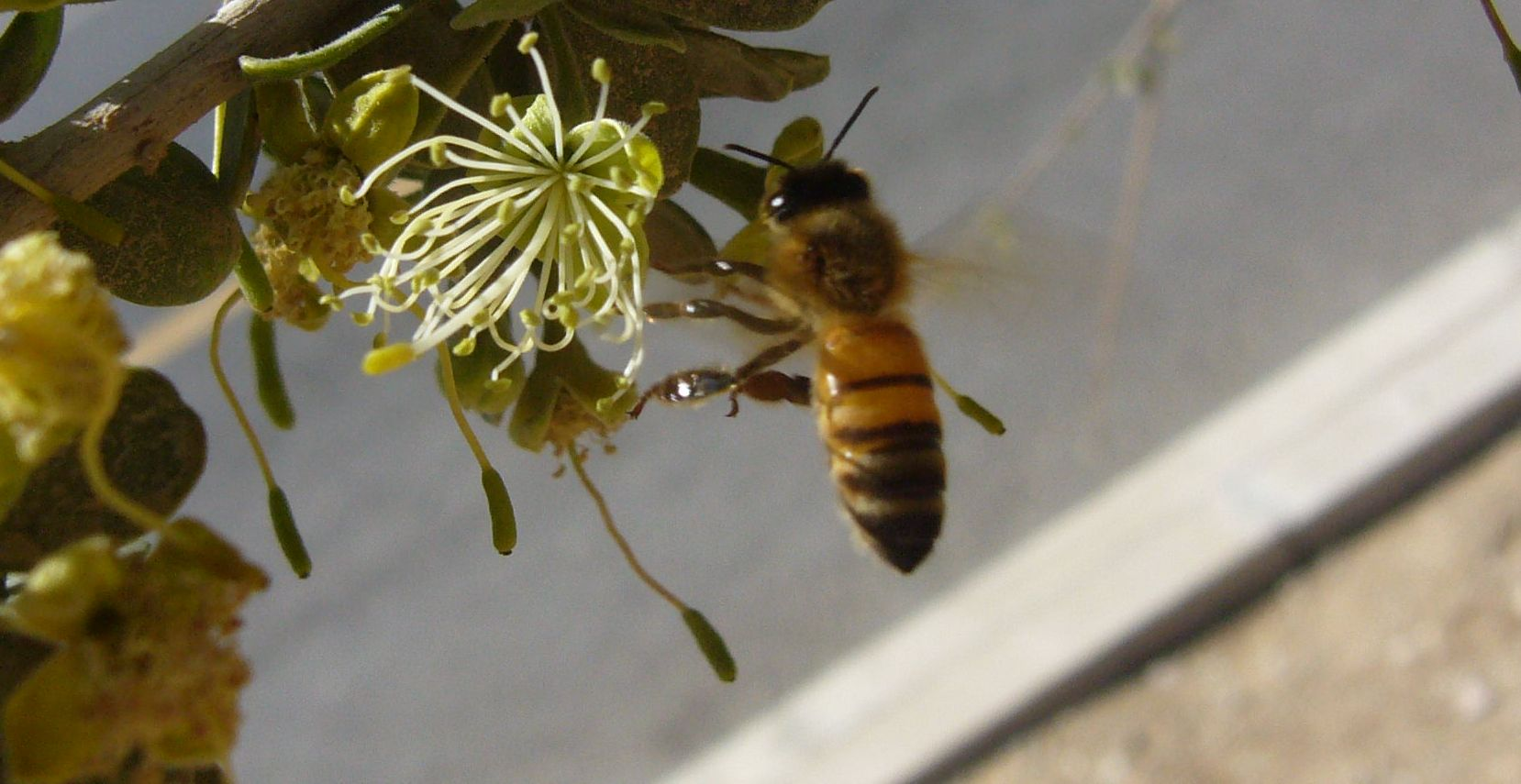
Apis mellifera syriaca

- Apis mellifera syriaca (Buttel-Reepen, 1906) ou abeille de Syrie
- Apis mellifera anatoliaca (Maa, 1953) ou abeille d'Anatolie
- Apis mellifera adami (Ruttner, 1975) ou abeille crétoise
- Apis mellifera cypria (Maa, 1879) ou abeille chypriote
- Apis mellifera meda (Skorikov, 1929) ou abeille de Perse
- Apis mellifera caucasica (Gorbatchev, 1916) ou abeille caucasienne
- Apis mellifera armeniaca (Skorikov, 1929) ou abeille arménienne

### Croisements
- Apis mellifera Buckfast ou abeille Buckfast, race créée au XXe siècle par Karl Kehrle face à l'acariose des abeilles[2] qui décimait le rucher de l'abbaye de Buckfast
- Abeille tueuse

## Abeilles sans aiguillon (autresApidae,Meliponini)[3]
L'élevage de ces espèces est généralement une activité traditionnelle dans les régions listées, mais en déclin car concurrencée par l'élevage d'Apis, plus rentable.

L'élevage d'abeilles sans aiguillon est également présent en Afrique et en Asie du Sud-Est.

### Amérique centrale
- Melipona beecheii (Bennett, 1831)
- Melipona fasciata (Latreille, 1811)
- Frieseomelitta nigra (Cresson, 1878)
- Scaptotrigona pectoralis (Dalla Torre, 1896)
- Scaptotrigona luteipennis (Friese, 1901)
- Scaptotrigona mexicana (Guérin-Méneville, 1845)
- Tetragonisca angustula ((Latreille, 1825)

### Amérique du Sud
- Frieseomelitta sp.
- Melipona asilvai (Moure, 1971)
- Melipona compressipes (Fabricius, 1804)
- Melipona crinita (Moure & Kerr, 1950)
- Melipona eburnea (Friese, 1900)
- Melipona favosa (Fabricius, 1798)
- Melipona flavolineata (Friese, 1900)
- Melipona fulva (Lepeletier, 1836)
- Melipona grandis (Guérin-Méneville, 1844)
- Melipona quadrifasciata (Lepeletier, 1836)
- Melipona mandacaia (Smith, 1863)
- Melipona seminigra (Friese, 1903)
- Melipona subnitida (Ducke, 1911)
- Melipona rufiventris (Lepeletier, 1836)
- Melipona melanoventer (Schwarz, 1932)
- Melipona scutellaris (Latreille, 1811)
- Scaptotrigona sp.
- Tetragona clavipes (Fabricius, 1804)
- Tetragonisca angustula (Latreille, 1825)
- Tetragonisca weyrauchi (Schwarz, 1943)

### Australie
- Austroplebeia spp.
- Trigona carbonaria (Smith, 1854)
- Trigona hockingsi (Cockerell, 1929)